# جون إلي
جون إلي (بالإنجليزية: John Ely)‏ هو لاعب كرة قاعدة أمريكي، ولد في 13 مايو 1986 في هارفي في الولايات المتحدة.

## وصلات خارجية
- جون إلي على موقع دوري كرة القاعدة الرئيسي (الإنجليزية)
- جون إلي على موقعبيزبول رفرنس.كوم (الدوري الرئيسي) (الإنجليزية)
- جون إلي على موقعبيزبول رفرنس.كوم (الدوري الثانوي) (الإنجليزية)
- جون إلي على موقع إي إس بي إن.كوم (أم.أل.بي) (الإنجليزية)
- جون إلي على موقع مشجعي الرسوم البيانية (الإنجليزية)